# Open enterprise
Con open enterprise, letteralmente "impresa aperta", si definisce un insieme di modelli di business che si fonda sulla collaborazione di risorse esterne alle risorse interne, al fine di ottenere vantaggio in termini di competenza specifiche, costi competitivi e tempi di rilascio dei task. Per l'impresa l'open enterprise si rende necessario per sviluppare prodotti innovativi in cui necessitano expertise globali. Questo modello si fonda sulla facilità di comunicazione globale, resa possibile dagli strumenti del web.
Le forme di open enterprise più note probabilmente sono l'esternalizzazione ed il sviluppo collettivo. 
In risposta alla grande diffusione di questi modelli, a fronte dell'ampissima offerta di professionalità dal basso, sono nati portali internet con lo scopo di mettere in contatto freelance ed aziende.